# Bunyila

Bunyila egy régi térképen

Bunyila (Bunila), település Romániában, Erdélyben, Hunyad megyében.

## Fekvése
A Ruszka-havas alatt, Gyalártól nyugatra, Vádudobri és Pojanicavojni közt fekvő település.

## Története
Bunyila nevét 1416-ban említette először oklevél p. Bwnylla néven. 1438-ban p. Bnyla, 1733-ban Bunyita, 1750-ben Bunila, 1808-ban Bunyilla, Bunila néven írták.
1521-ben a település birtokosai a Dámosi (Morsinai), Dámosi Árka, Bélai és Folti családok voltak.
1910-ben 400 lakosából 383 román, 15 magyar volt. Ebből 383 görögkeleti ortodox, 8 református, 7 római katolikus volt.
A trianoni békeszerződés előtt Hunyad vármegye Vajdahunyadi járásához tartozott.

## Látnivalók
A faluban több 20. század eleji ház és gazdaság műemlékké van nyilvánítva: Ioan Gruniţan háza (HD-II-m-B-03275), Arsenie Gruniţan gazdasága (HD-II-m-B-03276), a 24-28, 60-76 számú házak (HD-II-a-B-03278), Sofia Nandra háza (HD-II-a-B-03277).